# Karl-Otto Kiepenheuer

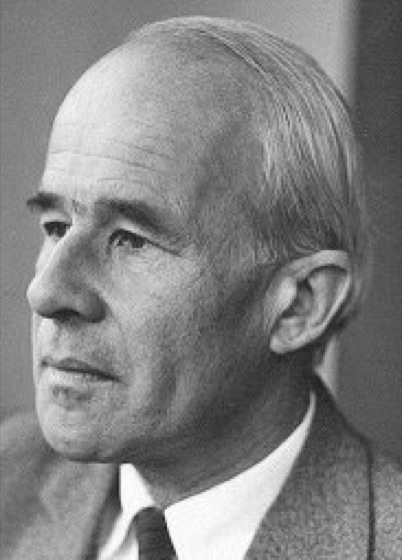
Karl-Otto Kiepenheuer (1970)

Karl-Otto Kiepenheuer (* 10. November 1910 in Weimar; † 23. Mai 1975 in Ensenada, Mexiko) war ein deutscher Astronom und Astrophysiker.

## Leben
Karl-Otto Kiepenheuer wurde als Sohn des Verlegers Gustav Kiepenheuer in Weimar geboren. Er war zunächst Assistent an der Sternwarte Göttingen und war dort mit Fragen der praktischen und theoretischen Sonnenforschung beschäftigt. 1939 wurde er ziviler Mitarbeiter der Luftwaffe an der Erprobungsstelle Rechlin, um am Projekt der Vorhersage der optimalen Frequenzbänder für das Militär durch Beobachtung der Sonnenaktivität mitzuarbeiten.
Sein damaliger Chef war der Hochfrequenzexperte und Staatsrat Johannes Plendl. Nachdem Plendl in der Hierarchie des Dritten Reiches weiter aufstieg und Leiter der Reichsstelle für Hochfrequenzforschung wurde, sorgte er für höchste Dringlichkeit und die erforderlichen Geldmittel, mit denen ein rapider Aufbau einer Kette von Sonnenobservatorien möglich wurde.
1942 erhielt Kiepenheuer den Auftrag zur Gründung des Fraunhofer-Instituts (heute: Kiepenheuer-Institut für Sonnenphysik) mit Sitz in Freiburg im Breisgau. Dieses Institut wurde von ihm laufend erweitert und auch bis zu seinem Tode von ihm geführt.
Während des Zweiten Weltkriegs arbeitete Kiepenheuer zusammen mit Erich Regener, der schon 1934 mit einem Ballon-Gespann die ersten Spektrogramme der Sonne außerhalb des Hauptteils der Erdatmosphäre aufgenommen hatte. Beide wollten nun mit einem UV-Spektrographen an der Spitze einer V-2 umfassendere Spektrogramme aufnehmen. Dieses Projekt wurde wegen des weiteren Kriegsverlaufs nicht mehr realisiert.
Bedeutsam waren seine Entwicklungsarbeiten für das Projekt „Spektrostratoskop“. Das mit einem Stratosphärenballon getragene Gerät zur Erforschung der Sonne mit einem Lyot-Filter und einem Spektrographen hatte sechs Tage vor seinem Tode den ersten erfolgreichen Flug in Palestine, Texas, USA, bestanden. Grundlage für diese Arbeiten dürfte der 1949–1951 von ihm und Georg Heinrich Thiessen entwickelte Magnetograph zur Messung solarer Magnetfelder gewesen sein.
Im Rahmen der Sonnenbeobachtung gibt es die von ihm entwickelte „Modifizierte Kiepenheuer Skala“, die dazu genutzt wird, um Sonnenaufnahmen besser klassifizieren zu können. Die Hauptpunkte dieser Skala beziehen sich auf die Luftruhe und auf die Bildschärfe.

## Veröffentlichungen
- 1957 Die Sonne Springer Verlag Berlin
- 1963: Das grenzenlose All (zusammen mit Fred Hoyle und Herta Siebler-Ferry)

## Auszeichnungen und Ehrungen
- 1966 Ordentliches Mitglied der Heidelberger Akademie der Wissenschaften[1]
- 1968 Jules-Janssen-Preis